# Bazar (Lugo)
Bazar (llamada oficialmente San Remixio de Bazar) es una parroquia y una aldea española del municipio de Lugo, en la provincia de Lugo, Galicia.

## Organización territorial
La parroquia está formada por cinco entidades de población, constando cuatro de ellas en el nomenclátor del Instituto Nacional de Estadística español:
- Bazar
- Casanova
- Paderne
- Regueiro
- Tuíxe

## Demografía

### Parroquia
| Gráfica de evolución demográfica de Bazar (parroquia) entre 2000 y 2020 |
|                                                                         |
| Datos según el nomenclátor publicado por el INE.                        |

### Aldea
| Gráfica de evolución demográfica de Bazar (aldea) entre 2000 y 2020 |
|                                                                     |
| Datos según el nomenclátor publicado por el INE.                    |